# Калоян Караджинов
Калоян Караджинов е български футболист, полузащитник, състезател на Локомотив (Мездра).
Караджинов е един от емблематичните футболисти на Локомотив (София), част е от лудата банда сформирана от Стефан Грозданов завършила два пъти на равно с холандския колос Фейенорд и записала първа победа на български тим на френска земя побеждавайки Рен с 1:2. В две поредни кампании Локомотив записва и рекорд за българския клубен футбол оставайки непобеден в 8 поредни двубоя. Известен е с непримирния си дух и борбеност на терена, които понякога преминават рамките на позволеното. Капитан е на родния си тим в периода 2015 – 2016 година, след като се завръща в него, въпреки че тимът е изпратен в аматьорските нива на българския футбол. Караджинов също е и един от малкото футболисти, които с успех играят в силен български отбор в Първа лига, след като предишната година (2004) е играл във В група.
През 2007 след мач между отборите на ЦСКА и Локомотив София Караджинов нарича нападателя на ЦСКА Еуген Трика „румънски циганин“. След това изявление Трика заявява, че ще заведе дело срещу него за расова обида.
През 2021 получава двегодишна забрана да играе футбол след като напада съдията Васил Цоклинов. Атаката на Караджинов получава широк отзвук и възмущение, след като нападението попада в световния видеообмен.

## Кратка биография
Роден е на 25 януари 1977 г. в София.
Висок е 194 см и тежи 80 кг. Юноша на Локомотив (София). Играл е за Надежда (Доброславци), Ком (Берковица), Химик (Костинброд) (по-късно преименуван на Бенковски), Миньор (Бобов дол), Локомотив (София) и Локомотив (Мездра)
В А група има над 127 мача и 17 гола за Локомотив и 11 за Ботев Пловдив. За купата на УЕФА има 6 мача и 3 гола за Локомотив (Сф). За националния отбор има 3 мача и 1 гол. Не успява да се наложи в нациолналния отбор, след като Христо Стоичков преценява, че нивото му не е достатъчно да представлява България.

## Статистика по сезони
- Надежда (Доброславци – 1996/ес. – Б ОФГ, 9 мача/2 гола
- Ком (Берковица) – 1997/пр. – В група, 11/3
- Химик (КБр) – 1998/пр. – В група, 2/0
- Химик (КБр) – 1999/пр. – А ОФГ, 1/0
- Химик (КБр) – 1999/ес. – Б ОФГ, 3/0
- Химик (КБр) – 2001/пр. – А ОФГ, 4/1
- Бенковски (КБр) – 2001/02 – А ОФГ, 26/17
- Бенковски (КБр) – 2002/03 – В група, 28/15
- Бенковски (КБр) – 2003/04 – В група, 30/19
- Миньор (Бд) – 2004/ес. – Б група, 14/5
- Локомотив (Сф) – 2005/пр. – А група, 12/2
- Локомотив (Сф) – 2005/06 – А група, 25/5
- Локомотив (Сф) – 2006/07 – А група, 24/4
- Далиен – 2007/2008 – Китай,
- Ботев (Пд) – 2008/есен – А група,
- Локомотив (Сф) – 2009/пролет – А група